# Reserve (Militärwesen)

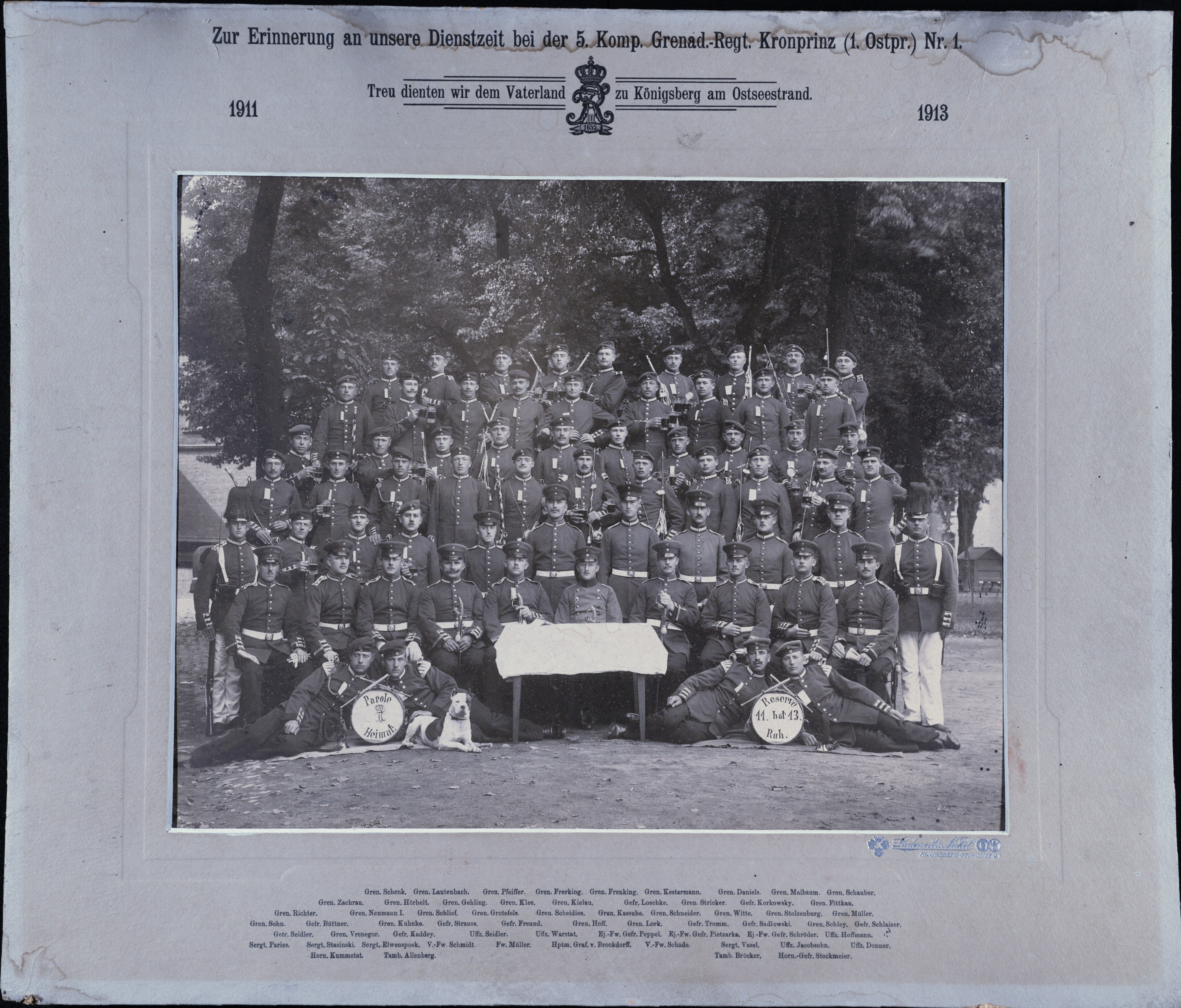
Die Reservisten des Jahrgangs 1913 des 5. Kompanie des 1. Ostpreußische Grenadierregiment Nr. 1 „Kronprinz“ mit den üblichen Utensilien: Reservistenpfeife, Reservistenstock, Reservistenkrüge und Reservistenflaschen.

Als Reserve bezeichnet man im Militärwesen im Allgemeinen alle organisatorischen, materiellen, infrastrukturellen und personellen Maßnahmen, die einen Aufwuchs des Militärs ermöglichen. Was darunter verstanden wird, ist je nach Staat unterschiedlich. In Deutschland zählt die Gesamtheit derjenigen Staatsbürger, die Wehrdienst geleistet haben und im insbesondere Spannungs- oder Verteidigungsfall zur personellen Verstärkung wieder zum Wehrdienst eingezogen werden können, zur Reserve; in den Vereinigten Staaten und dem Vereinigten Königreich alles Personal, welches militärisch ausgebildet ist und unmittelbar auch in Friedenszeiten zur Mobilisierung zur Verfügung steht.
Auf der Gefechtsebene eines Bataillons als Gefechtsverband mit Taktik wird für den Auftrag Verstärkung im Schwerpunkt des Gefechts, Auffangen von Feindkräften die in die eigene Flanke operieren und Gegenangriff nach Ausweichen einer eigenen Kompanie vor überlegenen Feindkräften eine der Kompanien in einem eigenen Geländeraum hinter den drei vorderen Kampfkompanien eingesetzt.

## Reserven im Frieden
In allen modernen Streitkräften spielen Reservisten eine Rolle. Von Land zu Land unterschiedlich sind jedoch die konkrete Ausgestaltung und die Aufgaben von Reservekomponenten. Oft anzutreffen sind Konzepte, in denen Reservisten den Schwerpunkt der (häufig infanterielastigen) territorialen Verteidigungsstruktur bilden. Beispiele hierfür sind die Nationalgarde der Vereinigten Staaten von Amerika oder die britische Territorial Army. Hauptaufgabe der entsprechend eingeplanten Reservisten ist in diesem Fall das Sicherstellen der Operationsfreiheit in rückwärtigen Gebieten für die regulären Streitkräfte. Zu unterscheiden von den klassischen Reservisten als Ergänzung zu stehenden Streitkräften ist die Milizarmee. Milizarmeen haben im Frieden meist nur sehr schwache Stäbe aus Rahmen- und Ausbildungspersonal. Ihr Material wird in Zeughäusern gelagert. Die Miliz steht somit im Gegensatz zu stehenden Streitkräften, die bereits im Frieden personell und materiell stark präsent sind. Ein Milizangehöriger wird Milizionär oder Milizsoldat genannt. Das klassische Beispiel eines Milizheeres ist die Schweizer Armee.
In stehenden Streitkräften haben Reservisten oft nur eine zweitrangige Rolle. Hier dienen sie in erster Linie dem Personalersatz und steuern damit einen Beitrag zur Durchhaltefähigkeit im Gefecht bzw. im Einsatz stehender Truppenteile bei. Reine Reserveverbände mit operativem Auftrag sind selten, vereinzelt aber anzutreffen. In Milizarmeen hingegen sind Reservisten und deren Verbände der Kern der Streitkräfte. Deshalb haben Milizsoldaten oft eine wesentlich höhere Übungsverpflichtung und einen höheren Ausbildungsstand als Reservisten eines stehenden Heeres.
In letzter Zeit kristallisiert sich eine weitere Rolle von Reservisten in modernen Streitkräften immer stärker heraus: das Beisteuern wichtiger (im Zivilleben erworbener) Kenntnisse und Fähigkeiten zu den regulären Streitkräften. Die Aufgabe des einzelnen Reservisten in den Streitkräften ist dabei eng an seine zivile Ausbildung und seinen zivilen Beruf angelehnt. Damit tragen viele Streitkräfte gesamtgesellschaftlichen Entwicklung zu einer stärkeren Professionalisierung und einer vermehrten Schwerpunktsetzung auf Bildung und Ausbildung Rechnung.
Im weiteren Sinne werden zu den nationalen Reserven auch Rohstoff- und Gütervorräte gezählt, die die Importabhängigkeit im Kriege mildern sollen.
Militärisch wird operativ eines Großverbandes (Brigade) und taktisch eines Gefechtsverbandes (Kampftruppenbataillon) in der Truppeneinteilung der Teil der Kampftruppe verstanden, der sich in Bereit- und Ruhestellung befindet und von dort zum Auffangen, Verstärken und zum Gegenangriff eingesetzt werden kann. Aufgabe der Reserve kann in Teilen auch die Sicherung des Rückwärtigen Raumes sein und die Sicherung von Logistiktransportkolonnen mit Nachschub.

## Deutschland
Zur Reserve für den Spannungs- und Verteidigungsfall zählt jede wehrpflichtige und wehrfähige Person, bezeichnet als Reservist. Dies umfasst alle wehrfähigen ehemaligen Soldaten sowie alle wehrfähigen ungedienten Männer. Im Falle einer Mobilmachung treten diese Personen Reserve-Truppenteilen bei oder verstärken aktive Truppenteile. 
Als Beispiel umfassender Planung kann die Reserve-Gliederung der Bundesrepublik Deutschland in den 1980er Jahren gelten:
- Aufwuchsbataillone, die zum größeren Teil aus aktiven Soldaten bestanden und nur ergänzt werden mussten (nach der Endziffer sog. 1er Bataillone der Brigaden)
- Mobilmachungs-Reserve 1 aus ausgebildeten Soldaten, die ständig an den periodischen Wehrübungen teilnahmen und fest in Mobilmachungstruppenteilen eingeplant waren. Das Material der Verbände (Waffen, Fahrzeuge, Munition usw.) lag eingelagert bereit und konnte sofort ausgegeben werden, eine Einkleidung war nicht erforderlich, da alle so Eingeplanten ihre Bekleidung schon zu Hause hatten.
- Mobilmachungs-Reserve 2 aus ausgebildeten Soldaten, die seit einigen Jahren keine Wehrübungen mehr gemacht hatten. Nach Einberufung wurden diese Reservisten zunächst in Feldausbildungstruppenteilen eingekleidet und nachgeschult, um danach entweder als Personalersatz für Ausfälle in aktive oder Reserve-Truppenteile nachgeführt zu werden.
- Ersatz-Reserve aus nicht ausgebildeten wehrpflichtigen Männern, die zunächst in Feldausbildungstruppenteilen ausgebildet werden sollten.

### Preußen/Deutsches Reich

Reservistentreffen im Jahr 1881 auf einer fotografischen Collage, dargestellt am Germania-Kriegerdenkmal am Eingang zum Wiesbadener Nerotal vor der gemalten Kulisse des Nerobergs

In Preußen wurde die erste militärische Reserve nach 1807 gebildet, um die Heeresbeschränkung nach dem Frieden von Tilsit zu umgehen. Gleichzeitig wurde die Wehrpflicht eingeführt. Das Krümpersystem von General Scharnhorst sah den Kurzwehrdienst von Rekruten (Krümpern) vor, die im Kriegsfall einberufen werden konnten.
Das moderne Reservesystem entwickelte sich aber erst aus der Preußischen Heeresform mit der Heeresvergrößerung unter Kriegsminister Albrecht von Roon seit Anfang der 1860er Jahre. Die gegenüber der ersten Jahrhunderthälfte wesentlich stärkere Durchsetzung der Wehrpflicht im späteren Deutschen Kaiserreich ging letztendlich darauf zurück.
Ausscheidende Soldaten erhielten eine Beorderung mit genauen Anweisungen für den Kriegsfall. Sie wurden zu regelmäßigen Wehrübungen eingezogen.
Im Ersten Weltkrieg wurden die aktiven Streitkräfte nach der Mobilmachung durch Millionen von Reservisten, Landwehrleuten, Ersatzreservisten, Landsturmleuten und Kriegsfreiwilligen verstärkt. Insgesamt dienten über 13 Millionen Mann im Heer und der Marine.
Infolge des Versailler Vertrages wurde die Reichswehr zur Berufsarmee und durfte weder über Wehrpflichtige noch über Reservisten verfügen. Mit der Wiedereinführung der Wehrpflicht im Dritten Reich wurde ab 1935 wieder eine Reserve aufgebaut. Insgesamt dienten im Zweiten Weltkrieg ca. 18 Millionen Soldaten. Reservisten bildeten das Rückgrat der Wehrmacht. Allerdings war der Anteil weißer Jahrgänge mit nur kurzer Ausbildung sehr hoch, da vor dem Krieg nur die vier Geburtsjahrgänge 1915–1918 zum 1- bzw. 2-jährigen Wehrdienst eingezogen wurden.

### Bundeswehr
Gemäß § 1 des Reservistengesetzes gelten als Reservisten alle früheren Soldaten der Bundeswehr, die ihren Dienstgrad nicht verloren haben, sowie Personen, die aufgrund einer mit dem Bund eingegangenen Verpflichtung zu einer Wehrdienstleistung nach dem Vierten Abschnitt des Soldatengesetzes herangezogen werden können.

## Österreich
Gemäß Artikel 79 B-VG ist das Bundesheer nach einem Milizsystem einzurichten, wonach es in Friedenszeiten nur zu Übungen und in geringerer Mannstärke zusammentritt. Die Wehrpflichtigen gehören für die Dauer ihrer Wehrpflicht dem Präsenzstand, dem Milizstand oder dem Reservestand an.
Alle Wehrpflichtigen, die weder dem Präsenzstand noch dem Milizstand angehören, sind definitionsgemäß Reservisten. Sie können außerhalb des Bundesheeres ihren Dienstgrad nur mit dem Zusatz „dRes“ („des Reservestandes“) führen. Sie sind unter den Voraussetzungen des § 35 Wehrgesetz zum Tragen der Uniform auch in Nichtübungs- oder Einsatzzeiten berechtigt. Im Frieden sind Reservisten keiner Einsatzorganisation unmittelbar zugeteilt, können aber in besonderen Bedarfssituationen zusätzlich bzw. ersatzweise herangezogen werden. Sie können in den Fällen eines Einsatzes des Bundesheeres nach § 2 Abs. 1 lit. a bis c Wehrgesetz (militärische Landesverteidigung, Assistenzeinsatz) – nach Maßgabe des Bedarfs und ihrer Eignung für eine Verwendung in der Einsatzorganisation – in den Milizstand versetzt werden, womit sie zum Beispiel ersatzweise eine planmäßig vordefinierte Funktion in der Einsatzorganisation erhalten.
Von den mehr als 1.000.000 ausgebildeten Wehrpflichtigen im Alter von 18 bis 50 (bzw. 65) Jahren stehen circa 935.000 im Reservestand.

## Schweiz
Die Schweizer Armee beruht auf dem Milizsystem. Die Mannschaftsstärke wurde von 400.000 (Armee 95) auf rund 200.000 Armeeangehörige herabgesetzt. Davon sind 120.000 in aktive Verbände und 80.000 in Reserve-Einheiten eingeteilt.
Die 120.000 Aktiven leisten jedes Jahr drei (für Soldaten) bzw. vier (für Kader) Wochen Wiederholungskurs (FDT, Fortbildungsdienst der Truppe). Die Reserve-Einheiten leisten in der Regel keine Wiederholungskurse, können aber bei veränderter Sicherheitslage durch Bundesratsbeschluss dazu verpflichtet werden.
Teilweise existiert die Ausrüstung dieser Reserve-Einheiten jedoch nur auf dem Papier. Zwar verfügt die Schweizer Armee aufgrund der Halbierung des Bestandes über eine Vielzahl an modernem und funktionsfähigem Material, wie Kampfpanzer vom Typ Pz 87 Leopard 2, doch werden bei Neuanschaffungen Reserve-Einheiten nur verzögert oder gar nicht ausgerüstet. Aufgrund der Budget-Begrenzungen sind diese Reserve-Einheiten also nur bedingt einsatzbereit.

## Frankreich
Nach Aussetzung der Wehrpflicht bestehen die französischen Streitkräfte aus Vollzeit-Berufssoldaten. Aktuell verfügt das Land nur über 21.650 Reservisten, die auch im Heimat- und Katastrophenschutz eingesetzt werden. Daneben können auch bei der Gendarmerie nationale Reservisten einberufen werden.

## Großbritannien
Die British Army besteht aus den zwei Komponenten:
- den Land Forces aus Vollzeit-Berufssoldaten
- der Army Reserve aus freiwilligen Reservisten, bis 2014 Territorial Army

Im Jahr 2020 soll die British Army 120.000 Soldaten umfassen, davon 35.000 Reservisten.

## Vereinigte Staaten von Amerika

### Reserve der Bundesstreitkräfte
Die Reserve der Streitkräfte der Vereinigten Staaten (englisch Reserve components of the United States Armed Forces) umfasst alle militärischen Organisationen und Personal in den Vereinigten Staaten, auf die die Bundesregierung bei Bedarf zur Ergänzung ihrer Berufsstreitkräfte zurückgreifen kann. Im Wesentlichen besteht sie aus drei Komponenten, einzelne Reservisten die direkt aktiven Truppenteile der Streitkräfte und Bundesbehörden als Ergänzung zugeteilt sind (englisch Individual Mobilization Augmentees), den Reservetruppenteile der Teilstreitkräfte (englisch reserves), die unmittelbar dem Verteidigungsministerium untersteht, und den Bundesstaaten unterstehenden Truppenteile der Nationalgarde, die dem Verteidigungsministerium unterstellt werden können (englisch mobilized for federal active duty). Dieses System geht auf die geschichtliche Entwicklung zurück, bei der den Bundesstaaten in der Verfassung das Recht auf eigene Milizen zugesprochen wurde, auf der anderen Seite der Notwendigkeit den Aufwuchs der Streitkräfte des Bundes im Kriegsfall zentral zu koordinieren und dies in Friedenszeiten vorzubereiten. Die Reserven in den USA bestehen heute, wie die aktiven Soldaten, grundsätzlich aus Freiwilligen.
| Reservistenkomponente                   | Personalstärke |
| --------------------------------------- | -------------- |
| Reserve der Teilstreitkräfte            |                |
| United States Army Reserve              | 190.000        |
| United States Air Force Reserve Command | 70.000         |
| United States Navy Reserve              | 60.000         |
| United States Marine Corps Reserve      | 38.000         |
| United States Coast Guard Reserve       | 6.200          |
| Nationalgarde                           |                |
| Army National Guard                     | 333.000        |
| Air National Guard                      | 107.000        |
| Gesamt                                  | 802.000        |

Eine allgemeinen Reservestatus wie in Deutschland mit der Allgemeinen Reserve ehemaliger Soldaten oder Ersatzreserve ungedienter Wehrpflichtiger gibt es in den Vereinigten Staaten nicht. Ein ehemaliger Soldat oder Reservist, der nicht zur Mobilisierung zur Verfügung steht, ist kein Reservist.

### Dieunorganized militiabzw. nichtorganisierte Miliz
Neben den organisierten Milizen (englisch organized militia) der Bundesstaaten und Territorien, also den Nationalgarden und den Staatsgarden, kennt die US-Gesetzgebung auch eine weitere Miliz, die unorganized militia. Zu dieser nichtorganisierten Miliz gehören grundsätzlich alle männliche US-Amerikaner oder Ausländer mit Einbürgerungsabsicht vom 17. bis 45. Lebensjahr sowie weibliche Angehörige der Nationalgarde. Die Aktivierung der unorganisierten Miliz unterliegt der Regelung der Einzelstaaten, ist unterschiedlich geregelt, und ist meist auf Kriegsfall und Notlagen beschränkt. Die Angehörigen können dann als Verstärkung für die Staatsgarde oder die Polizei herangezogen werden, wenn sie nicht in den aktiven Streitkräften dienen oder einer sonstigen Ausnahme unterliegen. Vorbereitung zu einer Mobilmachung gibt es meist nicht. Die nichtorganisierten Milizen sind damit keine Organisation, sondern stellen lediglich eine bestimmte Personengruppe dar, die herangezogen werden könnte. Angehörige der nichtorganisierten Miliz gehören auch nicht zu den Bundesstreitkräften und sind somit keine Reservisten nach der Militärgesetzgebung, sondern stellen eine lokale Wehrpflicht im Kriegsfall, in extremen Notfällen und während Katastrophen dar.
Auch wenn von diesen behauptet, sind die paramilitärischen Organisationen der US-Milizbewegung keine  nichtorganisierten Milizen, da sie keinerlei hoheitliche Aufgaben erfüllen sowie hoheitliche Befugnisse haben und auch nicht den staatlichen Behörden unterstehen. Rechtlich handelt es sich um private Vereinigungen, welche sich dabei auf die Militärgesetzgebung mit den Abschnitt über nichtorganisierte Milizen beziehen. Nach der Verfassung der Vereinigten Staaten haben jedoch ausschließlich der Kongress und die Einzelstaaten das Recht, die Milizen aufzustellen und zu regulieren.

## Andere Staaten
In einer Vielzahl anderer Länder bestehen Reserveeinheiten, um für die Landesverteidigung das eigene Militär aufwachsen zu lassen. Die Volksrepublik China, Indien (1.155.000) und Russland (1.500.000) verfügen dabei über eine hohe Anzahl von Reservisten. In Nordeuropa bestehen teilweise eigene, meist milizartig organisierte Reserveeinheiten, die oft als Heimwehr oder Nationalgarde bezeichnet werden.
| Staat    | Name der Reserve |
| -------- | ---------------- |
| Dänemark | Hjemmeværnet     |
| Estland  | Kaitseliit       |
| Lettland | Zemessardze      |
| Norwegen | Heimevernet      |
| Schweden | Hemvärnet        |
| Ukraine  | Nationalgarde    |

## Materielle Reserven
- Strategische Ölreserve
- Zivile Notfallreserve
- Bundesreserve Getreide
- Einmottung

## Personelle Reserven
- Bezirksreserve
- Ersatzreserve
- Ersatzwesen
- Führerreserve
- Marschbataillon
- Nationalgarde
- Reserveoffizier